# Anja Rakowski
Anja Rakowski (* 1970) ist eine deutsche Polizeibeamtin und seit dem 11. April 2023 Leiterin des Polizeipräsidiums Trier. Sie ist die erste Frau, die das Amt einer Polizeipräsidentin in Rheinland-Pfalz innehat.

## Werdegang
Anja Rakowski trat 1990 in den Polizeidienst des Landes Rheinland-Pfalz ein und durchlief alle Laufbahnen vom mittleren bis zum höheren Polizeidienst. Nach ihrem Studium an der Deutschen Hochschule der Polizei in Münster und dem Aufstieg in den höheren Polizeidienst war sie seit 2009 stellvertretende Leiterin der 1. Bereitschaftspolizeiabteilung in Enkenbach-Alsenborn. 
2013 übernahm sie die Leitung der Polizeiinspektion Mainz 1 und wechselte 2016 als Referentin ins Mainzer Innenministerium, wo sie später die Leitung des Lagezentrums übernahm. 
Von 2019 bis 2021 war sie im Polizeipräsidium Einsatz, Logistik und Technik Leiterin des Präsidialstabs, bevor sie ins Polizeipräsidium Rheinpfalz wechselte und dort die erste Polizeivizepräsidentin des Landes Rheinland-Pfalz wurde.